# Nippers

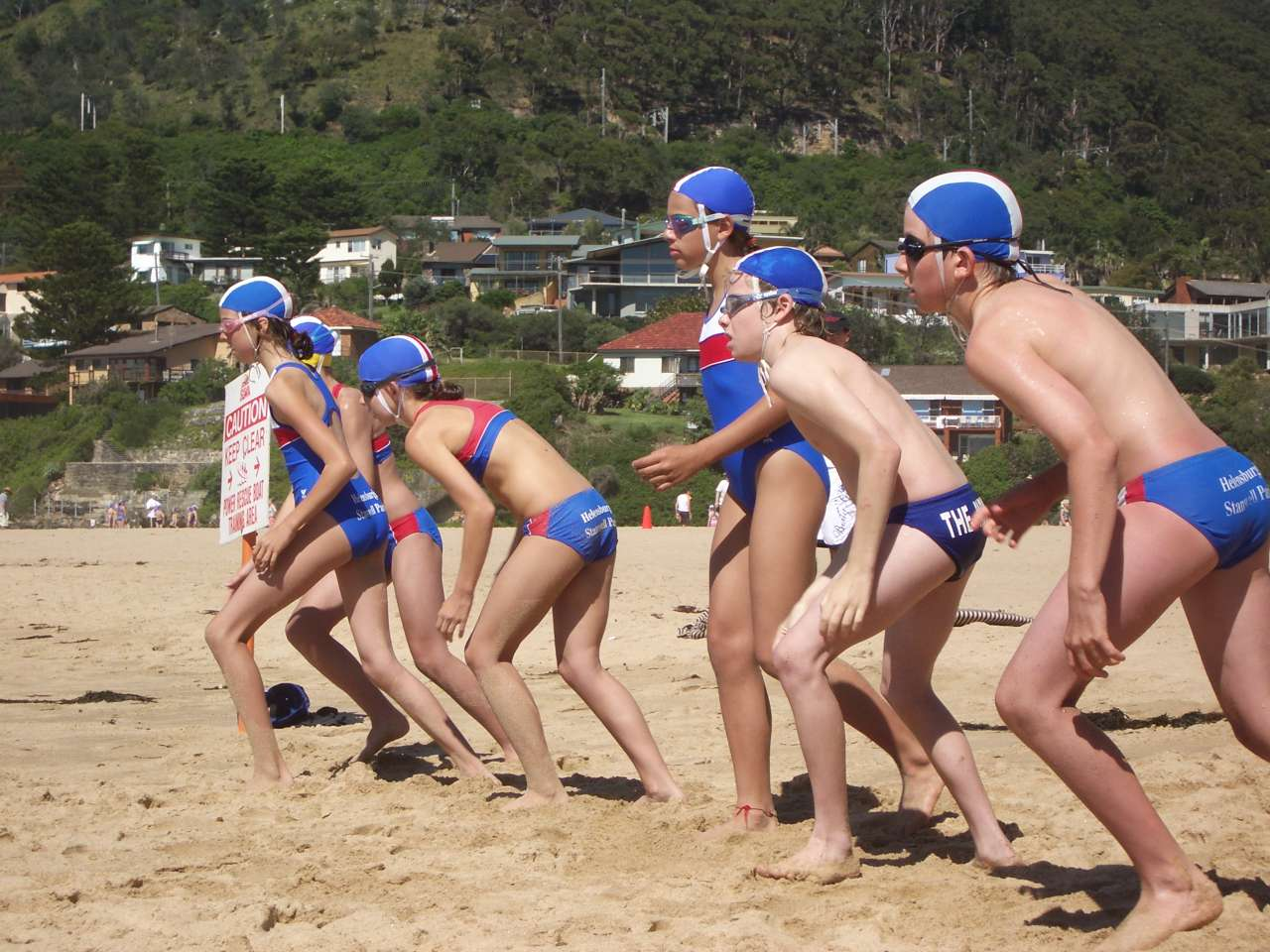
Uniformierte Nippers der Altersklasse Unter-12 in Startposition vor ihrem Wasserwettkampf Surf Race in Stanwell Park

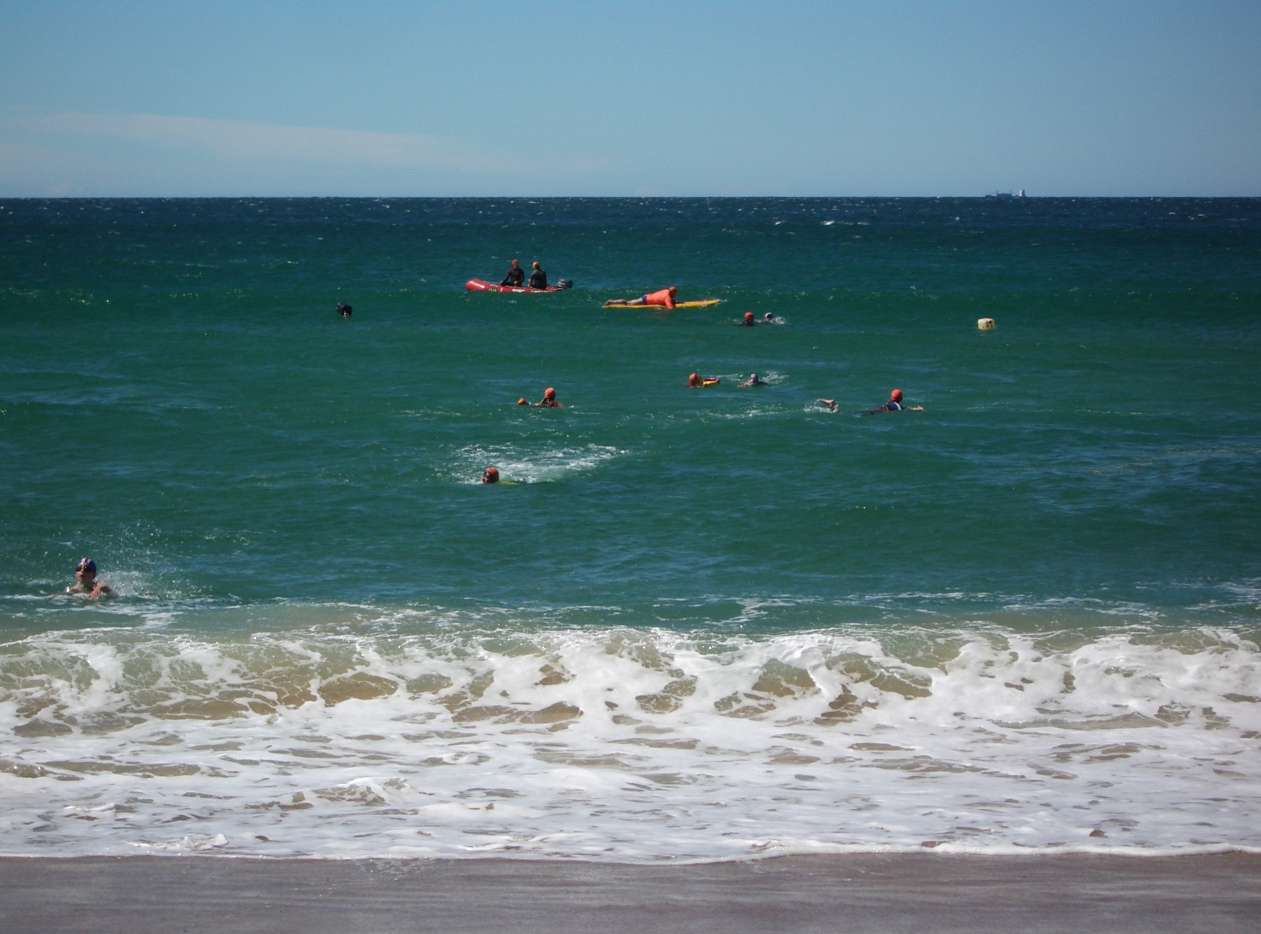
Nippers während ihres Wasserwettkampfs Surf Race in Stanwell Park

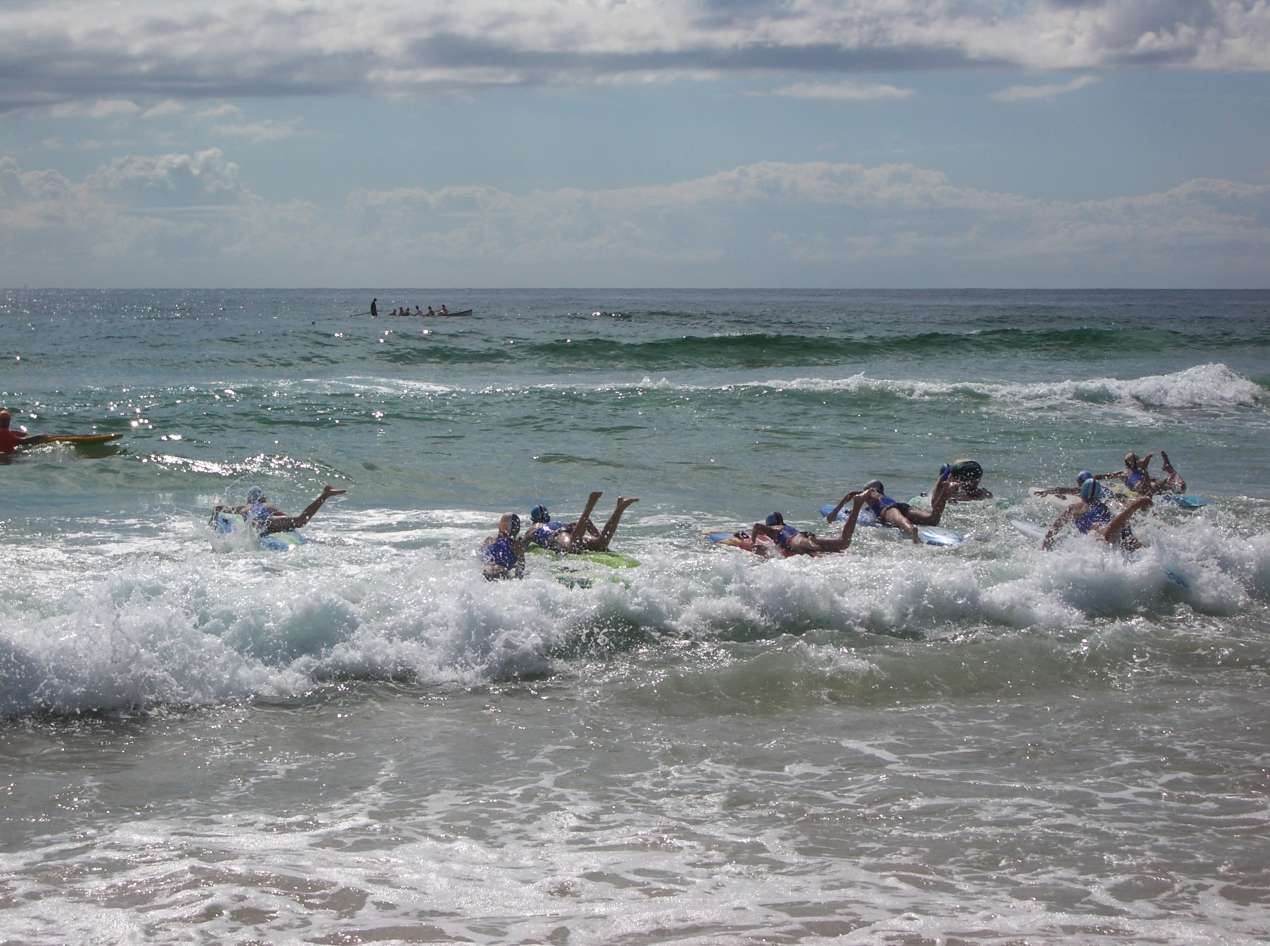
Board Race der Nippers auf offener See

Die Nippers sind ein Sport in Australien und werden als Training für Kinder von den Rettungssportclubs der Lebensretter an vielen Stränden Australiens ausgetragen. Sie sind individuelle und Mannschaftswettkämpfe in den Altersgruppen Unter-6 bis Unter-14. Die Punkte der unter 8- bis unter 14-Jährigen werden notiert und erlauben Zulass zu den regionalen und nationalen Wettkämpfen, den sogenannten Surf Carnevals. Neben einer saisonal einmaligen Schwimmprüfung im Becken findet Training und Wettkampf immer als Strand oder Freigewässerdisziplin im offenen Meer statt.

## Einzeldisziplinen
- Board Race:

Die Wettkämpfer starten mit dem Rescue Board (Rettungsbrett) an der Wasserkante des offenen Meeres. Sie bewegen sich liegend oder kniend auf dem Brett mit den Armen fort. Es ist ein Rundkurs von 500 m zu absolvieren.
- Surf Race:

Es ist ein Rundkurs von 300 m zu schwimmen. Start und Ziel befinden sich an der Wasserkante.
- Beachsprint:

Bei dieser Disziplin sind 90 m im Sand zu sprinten.
- Beach-Flags:

Beim Start dieses Events liegen alle Wettkämpfer auf dem Bauch mit den Füßen an der Startlinie im Sand. Auf das Startsignal hin wird jeweils einer der 20 Meter entfernt liegenden Stäbe ergriffen. Da jeweils ein Stab weniger vorhanden ist als Teilnehmer, scheidet nach jedem Durchgang ein Sportler aus. Diese auf Konzentration, Reaktions- und Sprintfähigkeit angelegte Disziplin ähnelt dem Kinderspiel „Reise nach Jerusalem“.

## Mannschaftsdisziplinen
- Rescue Board Rescue Race:

Diese Disziplin wird von zwei Wettkämpfern absolviert. Nach dem Startsignal schwimmt der erste zu seiner Boje. Der zweite startet nach Ankunft und Handzeichen des Schwimmers an der Boje mit dem Rettungsbrett und nimmt den Schwimmer auf. Beide paddeln auf dem Brett zurück ins Ziel.
- Beach Rally:

4 Wettkämpfer sprinten jeweils 90 m im Sand.

## Die Allerjüngsten
Kinder im Alter Unter-5 bis Unter-7 werden in Gruppen an das Wasser und die Natur gewöhnt. Neben den ersten Einzeldisziplinen am Strand (Flags, Sprint) gibt es:
- Wasser Laufen:

Die Gruppe muss einen Abschnitt in der Brandung laufen und dabei Marken (Personen) umlaufen.
- Wasser Schöpfen:

Die Teilnehmer der Mannschaften laufen in Staffel mit einem kleinen Eimer zum Meer und wieder zurück an den Strand, wo sie einen großen Eimer bis zum Rand auffüllen müssen.